# Мойс Кийн
Мойс Кийн е италиански професионален футболист, играещ като нападател за италианския клуб Фиорентина и италианският национален отбор. Той е първият футболист роден през 2000-те години от топ петте лиги, който прави дебют в Шампионска лига.

## Ювентус
През 2016 г. Кийн е изтеглен от младежката академия на Ювентус. Дебютът си за бианконерите прави срещу отбора на Пескара, заменяйки Марио Манджукич. Първият си гол в Серия А отбелязва срещу отбора на Болоня при победа с 2 – 1.
Под наем във Верона
На 31 август 2017 г. се присъединява към Верона под наем за един сезон. Там той запосва 19 мача и 4 отбелязани гола.
Завръщане в Ювентус
На 12 януари 2019 г. Кийн отбелязва гол при победата на Ювентус срещу Болоня за Купата на Италия. На 8 март 2019 г. отбелязва 2 гола срещу Удинезе в мач от Серия А.На 30 март 2019 г. отбелязва победния гол срещу Емполи в мач от Серия А.

## Успехи
Ювентус
- Серия А: 2016/17, 2018/19
- Копа Италия: 2016/17, 2023/24[2]
- Суперкопа Италиана: 2018

Пари Сен Жермен
- Купа на Франция: 2020/21
- Суперкупа на Франция: 2020